# Route 599 (Ontario)
Pour les articles homonymes, voir Route 599.
La route 599 (Ontario Highway 599 en anglais) est une route provinciale de l'Ontario au Canada. Elle s'étend sur 292 km à partir de route 17 près d'Igance jusqu'à Pickle Lake dans le Nord de l'Ontario. En fait, son extrémité à Pickle Lake est le point le plus au nord du réseau de routes provinciales de l'Ontario.